# Teuduí d'Autun
Teuduí (Theodoen o Thuin o Thiuin) fou un comte d'Autun dels segles VIII i IX de la família dels Guillèmides. Era fill de Teodoric I d'Autun, comte d'Autun, i d'Alda, filla de Carles Martell. Armand de Fluvia situa la mort del seu Teuduí després del 810.

## Biografia
S'esmenta el seu nom però no és citat com a comte d'Autun al diploma en el que el seu germà Guillem I de Tolosa va establir el 15 de desembre del 804 l'Abadia de Gel·lona amb dos altres germans, Alelalm (o Adalelm) i un Teodoric que no és mencionat a totes les cartes o diplomes.

## Matrimoni i fills
La seva esposa no és coneguda. Se sap que fou pare de:
- Teodoric II d'Autun, comte d'Autun
- Potser Abba, casada amb Guerí de Provença i mare de Isembard (800 † 858), comte d'Autun de vers 853 a 858.

## Inspiració literària
És posat en escena a la novel·la El punyal i el verí de Marc Paillet, com a comte d'Autun el 796, on angoixava amb impostos al poble, per l'intermediari del seu vescomte Alric i del seu intendent Bodert, que s'aprofitaven per abusar de les seves ordres i fer fortuna. Nombrosos pagesos deixaren la seva terra i es reuniren al voltant d'un rebel, Doremus. De resultes d'un litigi amb el bisbe d'Autun Martí, sobre la propietat de quatre masos, Carlemany va enviar dos missi dominici, el comte Khildebrand II i l'abat saxó Erwin., que acabaren restablint l'ordre a l'Autunois i posant de manifest la culpabilitat de Teuduí qui fou obligat de cedir el comtat al seu fill abans de ser jutjat a un placitum per Carlemany.